# H2 блокатори
Антагонисти хистаминских  рецептора (-блокатори или -антагонисти) су група лекова који се користе за редукцију секреције желудачне киселине. Ови лекови налазе примену у терапији диспепсије, пептичке улкусне болести и гастроезофагусне рефлуксне болести. -блокатори били су прва група лекова која је ефикасно супримирала ослобађање киселине у желуцу и тиме показивала значајно већу ефикасност од антацида, који је само неутралишу.

## Механизам дејства
-блокатори се компетитивно везују за већи број хистаминских  рецептора, али је њихов ефекат превасходно последица везивања за рецепторе на површини паријеталних ћелија желуца. Секреторну активност ових ћелија стимулишу хистамин, ацетилхолин и гастрин, и то делујући синергистички. -блокатори антагонизују активност сва три секретогога, вероватно услед чињенице да су стимулаторни ефекти ацетилхолина и гастрина само делимично посредовани директним везивањем за мускаринске М3, односно CCKB рецепторе на површини паријеталних ћелија, односно да њихово стимулисање ослобађања хистамина из ентерохромафилних ћелија има значајан ефекат на укупну секрецију хлороводоничне киселине. -блокатори суштински антагонизују стимулаторне ефекте хистамина ослобођеног из ECL ћелија (мастоцитима-сличних ћелија) на секреторну активност паријеталних ћелија желуца.
Иако се конвенционално означавају као -блокатори или антагонисти, ови лекови заправо делују као инверзни агонисти -рецептора.
-блокатори супримирају базалну и храном-индуковану секрецију желудачне киселине и доказано убрзавају зарастање дуоденалних и желудачних улкуса. Секреција пепсина је, услед смањене запремине желудачног сока, такође редукована.

## Историјат
Развој циметидина, првог -блокатора, представља један од најранијих примера рационалног приступа дизајнирању лекова. Пројекат развоја циметидина започет је фармацеутској компанији SmithKline & French (SKF, данашњи ) 1964. године. У светлу чињенице да рани антихистаминици нису показивали никакав ефекат на секреторну активност паријеталних ћелија, већином се веровало да ове ћелије или немају хистаминске рецепторе или њихово блокирање нема значајнијих антисекреторних ефеката те су напори били усмерени ка проналажењу начина за антагонизовање ефеката гастрина. Насупрот овом ставу, научници SKF-а су постулирали да изостанак активности раних антихистаминика на експериментално доказане просекреторне ефекте хистамина јесте последица постојања два типа хистаминских рецептора, при чему су постојећи антихистаминици већ били селективни за тип који није присутан на паријеталним ћелијама али који учествује у инфламаторном одговору. У одсуству сигурности да такав рецептор уопште постоји, тим SKF-а посветио се истраживању везивања самог хистамина за своје рецепторе, у настојању да синтетишући хистаминске аналоге добије јаснији модел хипотетичког  рецептора и потенцијално његовог антагонисте. Разумевању карактеристика овог евентуално новог циљног места допринела је синтеза и проучавање конформација 4-метилхистамина. За ову молекулу се претпоставило да представља високо селективног агонисту  рецептора јер је показано да интензивно стимулише секрецију киселине али да у значајнијој мери не изазива друге ефекте хистамина. Значајнији напредак постигнут је, међутим, тек препознавањем биолошке активности раније синтетисаног Nα-гванилхистамина који је деловао као парцијални агониста (што значи да инхерентно поседује и одређене карактеристике антагонисте). Nα-гванилхистамин послужио је као полазна тачка у напору ка дизајну антагонисте, што ће резултовати синтезом буримамида, 100 пута потентнијег антагонисте  рецептора од Nα-гванилхистамина. Откриће буримамида послужило је као коначна потврда постојања  рецептора. Буримамид, међутим, није био довољно фармаколошки потентан да би се примењивао перорално. Даљи развој довео је до метиамида, који је обиловао нежељеним ефектима, да би SKF коначно синтетисао циметидин, као први клинички ефикасан -блокатор. Дванаест година од почетка пројекта, циметидин је 1976. постао доступан на тржишту Велике Британије.
SKF-ове  студије довеле су до развитка поузданог модела новооткривеног  рецептора, што је послужило за даљи развој нових -блокатора. Glaxo је користећи  студије дизајнирао ранитидин и пласирао га на тржиште 1981. До 1988. године, ранитидин је постао најпродаванији лек на свету. У периоду од 1985. до 1987. појавила су се још два -блокатора: фамотидин и низатидин.

## Терапијска примена и представници
-блокатори користе се у фармакотерапији следећих поремећаја:
- диспепсија
- пептичка улкусна болест
- гастроезофагусна рефлуксна болест (ГЕРБ)

Сви -блокатори показују компарабилну ефикасност у лечењу лаких до умерено тешких облика ГЕРБ. Степен излечења које се може доказати ендоскопијом креће се око 50% Тешки облици ГЕРБ са присутним ерозивним езофагитисом захтевају продужену терапију у трајању од најмање 8 недеља. У тешким облицима ГЕРБ, инхибитори протонске пумпе су трошковно ефективнија терапијска опција.
У склопу ерадикационе терапије код пептичке улкусне болести за позитивним налазом на Helicobacter pylori, -блокатори најчешће нису компонента прве линије терапије. Инхибитори протонске пумпе (ИПП) омогућавају брже зацељење улкуса, али се по завршеној ерадикационој терапији могу користи и -блокатори у терапији одржавања код пацијената са ризиком од компликација. Могуће је да је до 20% пацијената са пептичким улкусом рефрактарно на терапију овим лековима. Код улкуса повезаних са употребом НСАИЛ где је могуће прекинути примену НСАИЛ, -блокатори могу се користити ради зацељења улкуса. ИПП имају предност у профилактичкој терапији код пацијената на хроничној терапији неселективним НСАИЛ.
По завршеној терапији могу се јавити рецидиви.
-блокатори који се данас налазе у употреби обухватају:
- циметидин, који се све ређе употребљава због свог безбедносног профила и интеракција са другим лековима
- ранитидин
- фамотидин, који је најпотентнији данас доступан лек из ове групе
- низатидин, кога одликује брз наступ дејства

Сви наведени лекови се добро ресорбују из гастроинтестиналног тракта и најчешће примењују перорално. Циметидин делује као инхибитор више цитохром П450 ензима услед чега може повећати серумске концентрације и продужити полувреме елиминације неколико других лекова. Други -блокатори немају изражену ову особину.

## Нежељени ефекти
-блокатори се добро подносе. Нежељени ефекти који се могу јавити обухватају: дијареју, главобољу, појаву осипа, вртоглавицу, умор, измењене вредности трансаминаза, ретко оштећење јетре. Ретко се могу јавити акутни панкреатитис, брадикардија, АВ блок, конфузија, депресија, халуцинације (углавном код старијих), реакције преосетљивости, крвне идиосинкразије, реакције на кожи.
Због благог антиандрогеног дејства, примена циметидина понекад може довести до појаве реверзибилне гинекомастије и импотенције.